# Philippe Boccara
Philippe Boccara (* 6. Juli 1959 in Le Mans) ist ein ehemaliger französisch-US-amerikanischer Kanute.

## Karriere
Philippe Boccara gab 1980 in Moskau im Vierer-Kajak sein Olympiadebüt. Die Mannschaft qualifizierte sich für das Finale und beendete dieses auf dem sechsten Platz. Bei den Olympischen Spielen 1984 in Los Angeles startete er erneut im Vierer-Kajak und zog gemeinsam mit Didier Vavasseur, Pascal Boucherit und François Barouh auf der 1000-Meter-Strecke jeweils als Gewinner ihres Vorlaufs und ihres Halbfinallaufs in den Endlauf ein. Diesen schlossen sie mit einer Rennzeit von 3:03,94 Minuten hinter dem siegreichen Team aus Neuseeland und dem schwedischen Vierer auf dem dritten Platz ab und gewannen damit die Bronzemedaille.
Vier Jahre darauf in Seoul und auch bei den Olympischen Spielen 1992 in Barcelona startete er mit Pascal Boucherit im Zweier-Kajak über 1000 Meter. 1988 wurden sie im Halbfinale disqualifiziert, nachdem sie zu Rennbeginn nicht rechtzeitig an der Startlinie waren. 1992 erreichten sie über den Hoffnungslauf erneut das Halbfinale und verpassten als Fünfte den Einzug in den Endlauf. Außerdem ging Boccara 1988 im Einer-Kajak über 1000 Meter an den Start. Bei diesem Wettbewerb schied er im Halbfinale aus.
Bereits ab Ende der 1980er-Jahre lebte Boccara in den Vereinigten Staaten, wo er eine Ausbildung zum Chiropraktiker absolvierte. So trat er bei den Olympischen Spielen 1996 erstmals unter US-amerikanischer Flagge an und gehörte zum Aufgebot des Vierer-Kajaks der Vereinigten Staaten. Dabei kam die Mannschaft jedoch nicht über das Halbfinale hinaus. Nach den Spielen erhielt Boccara die US-amerikanische Staatsbürgerschaft und ließ sich in Kalifornien mit eigener Praxis nieder. 2000 nahm er in Sydney an seinen sechsten und letzten Olympischen Spielen teil. Er war der erste Kanute, der auf sechs Olympiateilnahmen kam. Mit Cliff Meidl scheiterte er im Zweier-Kajak auf der 1000-Meter-Strecke als Letztplatzierte bereits im Vorlauf. 
1985 wurde Boccara gemeinsam mit Pascal Boucherit in Mechelen im Zweier-Kajak über 1000 Meter Weltmeister. 1987 belegten sie in Duisburg in dieser Disziplin den zweiten Platz, während ihnen diesmal auf der 10.000-Meter-Distanz der Titelgewinn gelang. Diesen Erfolg wiederholten sie über 10.000 Meter dann nochmals 1991 in Paris. Dazwischen gewann Boccara im Einer-Kajak über 1000 Meter bei den Weltmeisterschaften 1990 in Posen die Bronzemedaille und sicherte sich über 10.000 Meter den Titelgewinn. 1991 belegte Boccara bei den Mittelmeerspielen in Athen im Zweier-Kajak über 1000 Meter die Bronzemedaille.